# Jean Chauvin
Pour les articles homonymes, voir Chauvin.
Jean Gabriel Chauvin, né à Rochefort le 30 mars 1889 et mort à Saint-Martin-lès-Melle le 15 mai 1976, est un sculpteur français. 
Il est l’un des premiers a élaborer une sculpture abstraite (La Toilette, 1909). Il est ainsi considéré comme le pionnier dans ce domaine.

## Biographie
Jean Chauvin est le seul survivant, avec son jumeau André Joseph, d’une fratrie de six enfants. Les thèmes de la naissance et de la gémellité imprègne toute son œuvre. 
Sa première sculpture connue date de 1906, un bois de bouleau taillé au couteau à l’âge de 17 ans et qu’il dira plus tard avoir cachée sous un tas de charbon, du regard d’un père opposé avec dureté à sa vocation. 
En 1908, à l’âge de 19 ans il arrive à Paris, entre à l’école des Arts décoratifs le 14 mars. On le retrouve ensuite à l’école des Beaux Arts dans l’atelier du sculpteur Antonin Mercié à partir du 7 janvier 1909, il y restera jusqu’en 1915 car exempté du service des armes le 9 décembre 1914. Il rencontre François Pompon dont il deviendra un proche,. 
Entre 1913 et 1920, Chauvin participe au Salon d’automne et à celui des indépendants tout en travaillant dans l’atelier de Joseph Bernard où il participe à la taille de la Frise de la danse (actuellement au Musée d’Orsay). Sociétaire du Salon d'automne, Il y expose également deux sculptures en 1928 . S’orientant définitivement vers la sculpture abstraite, il est remarqué par le collectionneur Jacques Doucet qui lui achète une sculpture.
En 1928, Chauvin fait sa première exposition particulière à la galerie Au Sacre du Printemps. Reprise par Jeanne Bucher sous son propre nom, il y exposera jusqu’au décès de celle-ci en 1947. Pendant ces années il se lie d’amitié avec Robert Rey, qui deviendra directeur des Arts plastique en 1944, ainsi qu’avec Jean Cassou, fondateur du Musée National d’Art Moderne.
C’est environ dans les années trente qu’il emménage, 9 rue du chalet à Malakoff et devient propriétaire à Port-des-Barques.
En 1935, à la demande de l’architecte Pierre Patout, il réalise une grande sculpture Fontaine Lumineuse pour le paquebot Normandie.
En 1937, toujours à la demande de Pierre Patout, Chauvin réalise une sculpture monumentale (11 mètres de hauteur) en béton éclaté pour le pavillon des Artistes décorateurs à l’exposition Universelle ainsi que deux grandes vasques en porcelaine pour le pavillon de Sèvres.
Il expose, en 1939, au salon des Réalités Nouvelles à la galerie Charpentier, pour lequel il crée la sculpture Guerre.
De 1947 à 1955, sous l’égide de Cécile Goldscheider (conservateur du Musée Rodin) il expose à Berne (Suisse), Prague(Tchécoslovaquie), Amsterdam (Pays-Bas), Stockholm (Suède), Düsseldorf (Allemagne) , etc.. En 1949, il fait une exposition particulière à la galerie Maeght (Paris).
Pendant toutes ces années, Chauvin partageait son temps entre Malakoff où il modelait ses maquettes et dessinait pendant six mois et Port-des-Barques où il sculptait pendant les six autres mois.
Plusieurs expositions suivront jusqu’à la fin de sa vie. 
Durant cette période quelques dates importantes sont à retenir : en 1960 Christian Zervos lui consacre une monographie; en 1962 il est choisi pour représenter la France à la 31° Biennale de Venise; en 1976 il fait don au Musée National d’Art Moderne de 162 maquettes de ses sculptures.
Entièrement consacré à son art, sa vie personnelle reste peu connue.

## Collections Publiques

### France
- Centre Pompidou[10]
- Musée d'Art Moderne de la Ville de Paris
- Centre national des arts plastiques
- Musée des Beaux-Arts de Dijon
- Musée Cantini

### États-Unis
- Smithsonian Institution, Washington D.C.
- Metropolitan Museum of Art

### Belgique
- Musée d'Art moderne et d'Art contemporain, Liège[11]

### Israël
- Tel Aviv Museum of Art

### Royaume-Uni
- Victoria and Albert Museum[12]